# Полудёнка (муниципальное образование Алапаевское)
Полудёнка — посёлок в Свердловской области, входящий в муниципальное образование Алапаевское. Управляется Ясашной сельской администрацией.

## География
Посёлок располагается на левом берегу реки Полуденка в 32 километрах на северо-запад от города Алапаевск.

### Часовой пояс
Полуденка, как и вся Свердловская область, находится в часовой зоне МСК+2. Смещение применяемого времени относительно UTC составляет +5:00.

## Население
| 2002 | 2010 |
| ---- | ---- |
| 9    | ↘5   |

## Инфраструктура
В посёлке располагается всего одна улица: Полуденка.